# Freddy vs. Jason vs. Ash
«Фредди и Джейсон против Эша» (англ. Freddy vs. Jason vs. Ash — Фредди против Джейсона против Эша) — серия комиксов «Кошмар на улице вязов», «Пятница, 13» и «Зловещие мертвецы», появившаяся совместными усилиями издательств Wildstorm, Dynamite Entertainment и DC Comics.
Серия комиксов Фредди и Джейсон против Эша создана командой художников и сценаристов издательств Wildstorm Comics, Dynamite Entertainment и DC Comics на основе образов и героев киносериалов «Кошмар на улице вязов», «Пятница, 13» и «Зловещие мертвецы», созданных Уэсом Крэйвеном, Шоном Каннингемом и Сэмом Рейми при участии киностудии New Line Cinema.

## Сюжет
Действие происходит некоторое время спустя после событий фильма «Фредди против Джейсона». Уилл Роллинс и Лори Кэмпбэлл приезжают на берег Хрустального озера — там молодых людей убивает выживший Джейсон. Маньяк относит тела молодых людей в своё логово в глубине леса, где впадает в транс. Во сне Джейсон вновь сталкивается с Фредди, а также своей матерью Памелой.
Фредди заперт в сознании Вурхиза, и теперь ему нужна таинственная книга мёртвых — Некрономикон, для того чтобы освободиться и вновь обрести силы, чтобы убивать детей во сне. Фредди знает, что книга спрятана в старом доме Вурхисов — Памела уговаривает сына отправиться на поиски книги, ведь найдя её, он сможет стать «настоящим мальчиком».
Тем временем, Эш Уильямс работает продавцом в новом супермаркете неподалёку от Хрустального озера, «строя» своих подчинённых — молодой персонал магазина. Позже, он выслеживает группу подростков в доме Вурхиса, где находит Некрономикон незадолго до появления Джейсона, убившего всех подростков, находящихся в доме.
Эш запирается в магазине вместе с ребятами, ожидая скорого появления маньяка — оказавшись в супермаркете, Джейсон убивает практически всех и уходит, завладев книгой мёртвых. Фредди наконец удаётся обрести долгожданные силы, и он проникает в сны Эша и выживших подростков — столкновение происходит в доме Вурхиса, где Фредди практически удаётся освободить дремлющие силы зла при помощи книги.
В заключительном столкновении Фредди воскрешает души всех убитых Джейсоном подростков, натравливая их на маньяка, а затем превращает дом Вурхиза в дом на улице Вязов, находящийся по адресу 1428. Однако Эшу удаётся запереть Фредди в мире мёртвых, а Джейсон оказывается на дне замёрзшего Хрустального озера.

### Часть 1
Пять лет спустя после событий фильма «Фредди против Джейсона» Лори решает вместе со своим возлюбленным Уиллом вернуться в занесённый снегом лагерь на берегу Хрустального озера, чтобы удостовериться в том, что со Злом покончено. Но Джейсон всё ещё жив: маньяк убивает Уилла, а затем и саму Лори. Близится Рождество, в супермаркете «Смарт» неподалёку от Хрустального озера покупатели готовятся к празднику, а сотрудники магазина — к приезду коллеги. Джейсон приносит тела Уилла и Лори в хижину, где до сих пор хранит голову своей матери, а рядом лежит его главный трофей — отрубленная голова Крюгера. Однако его дух всё ещё жив — он вновь вызывает у Джейсона видения о его детстве, когда ребята в лагере издевались над мальчиком. На этот раз в своём сне Джейсон входит в домик и видит, как Крюгер занимается любовью с его матерью, которая просит Джейсона найти важную книгу — Некрономикон, книгу мёртвых. Между тем, поиски Некрономикона приводят Эша Уильямса к Хрустальному озеру — именно он оказывается новым сотрудником супермаркета, однако это лишь прикрытие.

### Часть 2
Эш знакомится со своим начальством, менеджером универсама, а Джейсон между тем наблюдает за тремя девушками, покидающими магазин. Джейсон нападает на девушек, а менеджер, тем временем, представляет Эшу его подчинённых — Джарвиса, Дэйва, Рауля и Кэролин. Услышав крики снаружи, Эш выходит из магазина и находит у машины девушку, рассказавшей о нападении Джейсона. Когда приезжает полиция, власти с подозрением относятся к Эшу, который рассказывает о своих приключениях ребятам, решившим, что Эш — сумасшедший.
Между тем, Джейсон нападает на группу Рождественских певцов. Эш помогает обворожительной покупательнице отнести вещи в машину. Девушка с друзьями собирается в дом Вурхисов. Эш следует за ними, не подозревая, что Кэролин решила проследить за ним. Джейсон нападает на ребят, убивая их одного за другим, а Эш находит в подвале дома Некрономикон. Он успевает спасти лишь ту самую девушку по имени Бри, которой помог с покупками.

### Часть 3
Кэролин спасает Эша и Бри от Джейсона и отвозит их обратно в универмаг. Между тем, Крюгер в бешенстве от того, что Джейсон не справился с Эшем. Фредди направляет маньяка в магазин за Некрономиконом, которым завладел Эш. В магазине Джейсон устроил резню, убив много покупателей и членов персонала универсама. Эш рассчитывал справиться с Джейсоном при помощи своей бензопилы, но Вурхиз лишь проломил стены мужчиной.
Джейсон приносит Некрономикон Фредди, который произносит заклинание, освободившее из разума Джейсона и вернувшее прежние силы в царстве сновидений, а, между тем, в доме Кэролин, ребята рассказывают Эшу легенду о Джейсоне Вурхизе. Той же ночью, Эш засыпает и во сне встречает Крюгера.

### Часть 4
Эш видит кошмар, в котором повторяются события той ночью, когда он встретился с монстрами, оживлёнными Некрономиконом: только на этот раз, Зло не пробралось в его руку, а странные лезвия начинают вылезать из его пальцев. Эш оказывается в той самой хижине в лесу и собирается отрубить себе руку бензопилой, как он уже делал когда-то, но из капель крови на полу, начинают появляться маленькие кровожадные копии Крюгера, а затем они сливаются в одну фигуру мужчины. Маньяк тут же нападает на Эша, но у того оказывается под рукой дробовик. В самый опасный момент, Эш просыпается после того, как прижёг горячим стволом ружья руку.
Эш будит всех остальных, но у них не получается привести в чувства Дэйва, которому снится кошмар, в котором Крюгер убивает юношу. Маньяк, между тем, возвращается в хижину Джейсона, натравливая его на Эша и ребят, которые вернулись в магазин за оружием и боеприпасами. Согласно плану Эша, Рауль и Джарвис должны отвлекать Джейсона, пока тот проберётся в его дом за Некрономиконом, а Кэролайн должна остаться в безопасности в машине.
Рауль и Джарвис приводят его в то место, где они должны были взорвать Джейсона, но он замечает в машине Кэролин. Между тем, Эш находит Книгу Мёртвых, но прочесть нужное заклинание ему мешает появившийся Крюгер, который теперь способен переходить из мира снов в реальность. Теперь Крюгер стал могущественным демоном — он собирается убить Эша, но появление Джейсона отвлекает маньяка. Тогда Крюгер призывает на помощь ожившие трупы всех прошлых жертв Джейсона.

### Часть 5
Пока Крюгер занят Джейсоном, Эш крадёт книгу и сбегает. Когда Фредди обнаруживает это, он натравляет на Эша одержимые духами деревья, которые Эш распиливает на кусочки. Мужчина находит трупы Джарвиса и Рауля, и почти уверен, что Кэролин погибла. Но девушке удалось спастись. Эш собирается отвлечь Крюгера, а Кэролин должна найти нужное заклинание. Но Крюгер переносит обоих на улицу Вязов, где на Эша нападают девочки-призраки, превратившиеся в зомби, а Крюгер утаскивает девушку в особняк № 1428.
Тем временем, Джейсон переносится вслед за ними с Хрустального озера на улицу Вязов. Джейсон нападает на Крюгера и отбирает у Кэролин книгу. Тогда Эш отрубает Джейсону руку, и Некрономикон вновь оказывается у Кэролин — она вместе с Эшом сбегают из особняка, где между Джейсоном и Крюгером разразилась нешуточная битва.

### Часть 6
Эш без сознания, и Некрономикон оказывается в руках Кэрри. Она пытается спрятаться от Крюгера, который быстро находит её. Он уже готов убить девушку, но неожиданное появление Джейсона вновь рушит планы — между маньяками завязывается очередная битва. Крюгер произносит роковое заклинание из Книги мёртвых, готовый отправить Джейсона в измерение демонов, но Эш сбивает Крюгера на машине.
Эш начинает одерживать верх над Крюгером, но Джейсон избивает Эша, и лёд под ним трещит — Эш уходит под воду, а Джейсон пытается свести личные счёты с Крюгером, в буквальном смысле разделившимся на несколько человек — копии Крюгера избивают Джейсона, а Эш проламывает лёд и стреляет в Джейсона, проделав в мертвеце дыру. Пока Эш отвлекает маньяков, Кэрри произносит заклинание — воронка засасывает Крюгера в Некрономикон в измерение демонов, а Джейсона сбивает машина, и он тонет в водах Хрустального озера.
В сентябре 2008 года было выпущено коллекционное издание в виде книги из 144 страниц.